# 극장판 오버로드 성왕국편
《극장판 오버로드 성왕국편》(일본어: 劇場版『オーバーロード』聖王国編}, 영어: Haikyuu!! OVERLORD: The Sacred Kingdom)은 2024년 개봉한 일본의 애니메이션, 판타지, 액션 영화이다. 일본의 라이트 노벨 오버로드를 원작으로 하는 애니메이션 극장판이다. 대한민국은 2024년 11월 14일 개봉한다.

## 출연진

### 주연
- 히노 사토시 - 아인즈 역
- 아오야마 요시노 - 네이아 역

### 조연
- 나바타메 히토미 - 레메디오스 역
- 하야미 사오리 - 칼카 역
- 하라 유미 - 알베도 역
- 토마츠 하루카 - 케랄트 역
- 카토 마사유키 - 얄다바오트 역
- 세토 마사미 - 시즈 델타 역

## 기타
- 수입사 :  애니플러스
- 심의에서 그나마 좀 여유로운 극장 상영작인지라 12,13권의 잔혹한 연출이 여과없이 나올 가능성이 크다.